# Microchilus moritzii
Microchilus moritzii är en orkidéart som beskrevs av Paul Ormerod. Microchilus moritzii ingår i släktet Microchilus och familjen orkidéer. Inga underarter finns listade i Catalogue of Life.